# Fudepen

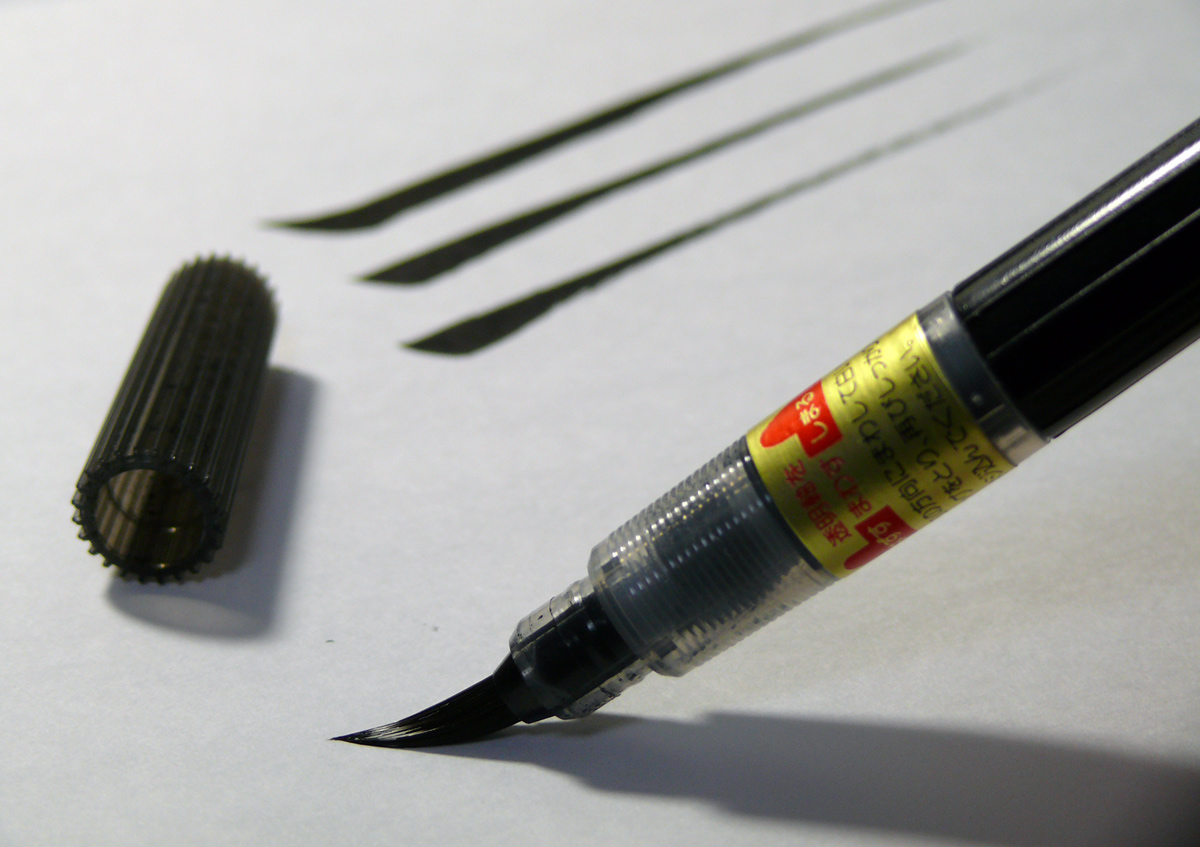
Fudepen

Fudepen ( 筆 ペ ン ) , também conhecido como "Brush Pen", é um instrumento de escrita baseado em cartuchos voltado para a caligrafia do leste asiático; em essência, um pincel de tinta análogo à caneta-tinteiro. Consiste em uma ponta de caneta que imita a qualidade de pincel do pincel de tinta com fios de pincel como em um pincel de tinta normal ou uma ponta de feltro semelhante a um marcador; as pontas são alimentadas por um reservatório de tinta. A tinta utilizada é diferente da tinta de caligrafia tradicional. Ele é projetado para aderir bem ao papel moderno, enquanto a tinta tradicional só adere bem ao papel de arroz.
São tipicamente fabricados por empresas japonesas como a Pentel, a Sakura Color Products Corporation e a Kuretake.